# Johannes Wilhjelm

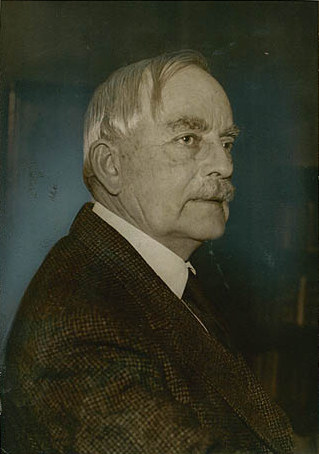
Johannes Wilhjelm im Jahr 1937

Johannes Martin Fasting Wilhjelm (* 7. Januar 1868 in Nakskov; † 22. Dezember 1938 in Kopenhagen) war ein dänischer Maler.
Er wurde stark vom Naturalisten Kristian Zahrtmann beeinflusst, was sich in seinen hellen und farbenfrohen Landschaftsgemälden Italiens niederschlägt. Sein Werk umfasst auch religiöse Kunst und Porträtmalerei. Er gehörte zur Künstlerkolonie der Skagen-Maler.

## Ausbildung
Nach dem Studium an Harald Foss’ technischen Schule in Kopenhagen, schloss er sich 1888 der Königlichen Dänischen Kunstakademie an. Unter Peder Severin Krøyer studierte er dann von 1892 bis 1894 Kunst an der Kunstnernes Frie Studieskoler und in 1903 verbrachte er ein Jahr unter Kristian Zahrtmann.

## Karriere
In 1893 reiste Wilhjelm zusammen mit Zahrtmann nach Italien. Dabei entwickelte sich eine starke Freundschaft zwischen den beiden, die dadurch noch gestärkt wurde, dass Wilhjelms Bruder Zahrtmanns Schwester noch im selben Jahr heiratete. Wilhjelms Kunst wurde stark von Zahrtmann beeinflusst, vor allem im prägenden Jahr 1903 in Kopenhagen. Sein früherer frieshafter Stil in Bildern wie Bøn om Regn oder Vinhøst I Abruzzerne wurde von Zahrtmann vehement verworfen. Helle und farbenfrohe Werke aus Civita d’Antino wie beispielsweise Motiv fra en Procession i Appenninerne markieren hingegen Zahrtmanns großen Einfluss. Später malte er Landschaften von den Mooren von Jütland (Idyl paa Heden (1908)), religiöse Figuren und Altarkunst (Daphnis og Cloë (1906)) oder Porträts.
In der Künstlerkolonie in Skagen malte er von 1910 an, nach 1916 besaß er sogar ein Haus in Skagen Østerby. Seine Gemälde bildeten Dünen von der versandeten Kirche oder dem Strand von Sønderstrand ab, oftmals zusammen mit seinen Töchtern. Die Werke sind in Skagens Museum ausgestellt, einschließlich des Bildes Malerinder på Skagen (1912) und ein Porträt von Michael Ancher im Brøndums Hotel.
Jedes Jahr von 1893 bis 1939 stellte er seine Bilder im sowohl in der Kunsthal Charlottenborg als auch in der Gegenausstellung Den Frie Udstilling aus. Dazu kamen verschiedene Ausstellungen in Italien, Frankreich, Norwegen, Deutschland und Großbritannien. Von 1905 bis 1914 war er Organisationsmitglied der Charlottenborg-Ausstellung und von 1914 bis 1922 hatte er einen Sitz an der Akademie.

## Preise
Wilhjelm wurde die Eckersberg-Medaille, eine Ehrung dänischer Künstler, gestiftet von der Königlich Dänische Kunstakademie und benannt nach Christoffer Wilhelm Eckersberg, in 1910 und 1911 verliehen.

## Privates
Johannes Wilhjelm war über seine Mutter ein Großneffe des Inspektors für Nordgrönland Ludvig Fasting.

## Galerie

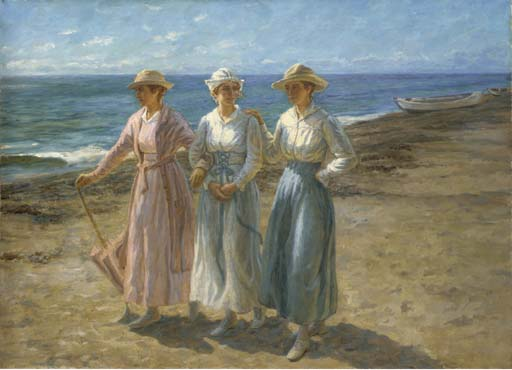
Johannes Wilhjelm: An Skagen's Strand (Datum unbekannt)
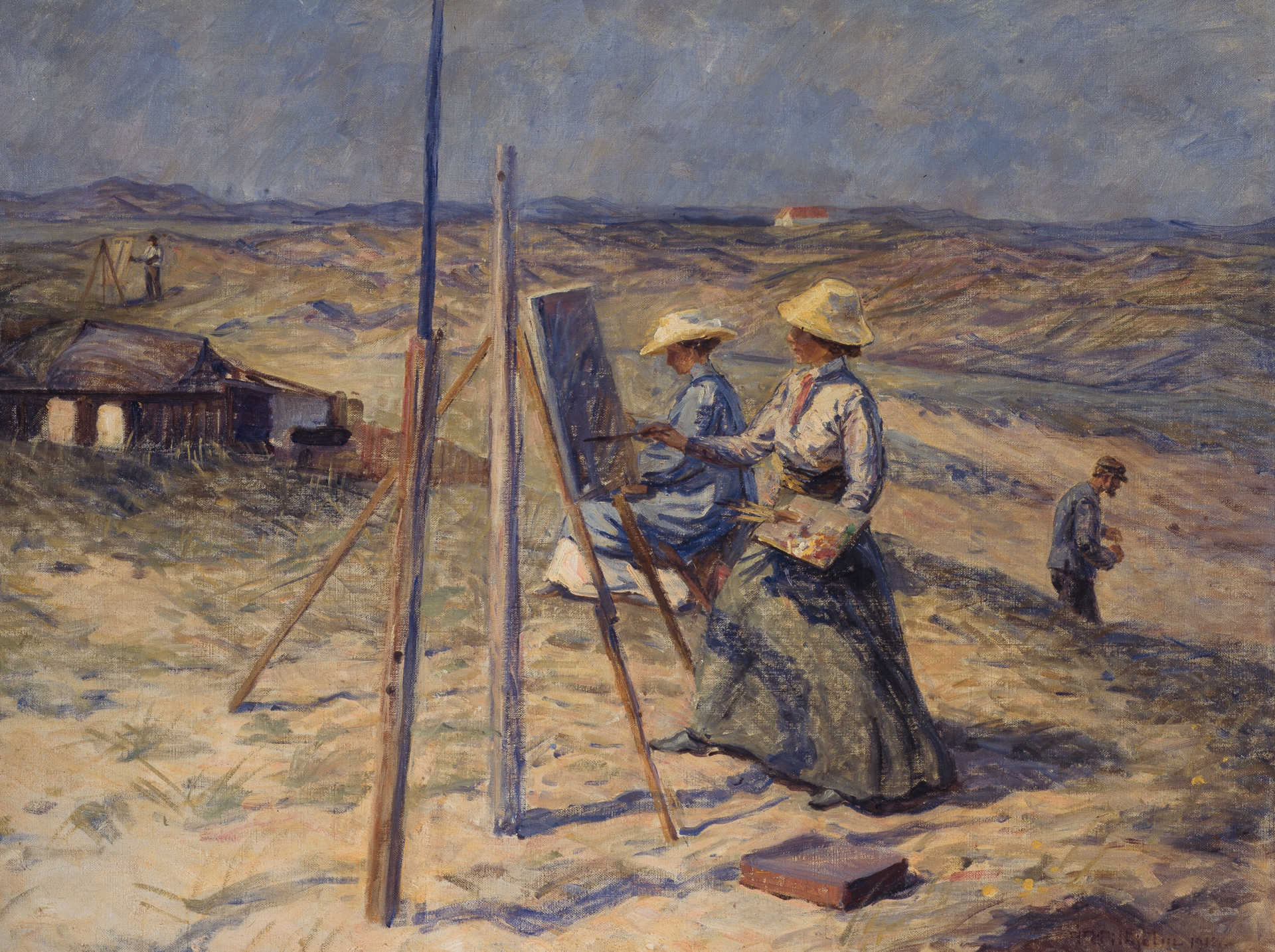
Johannes Wilhjelm: Malerinder på Skagen (1912)
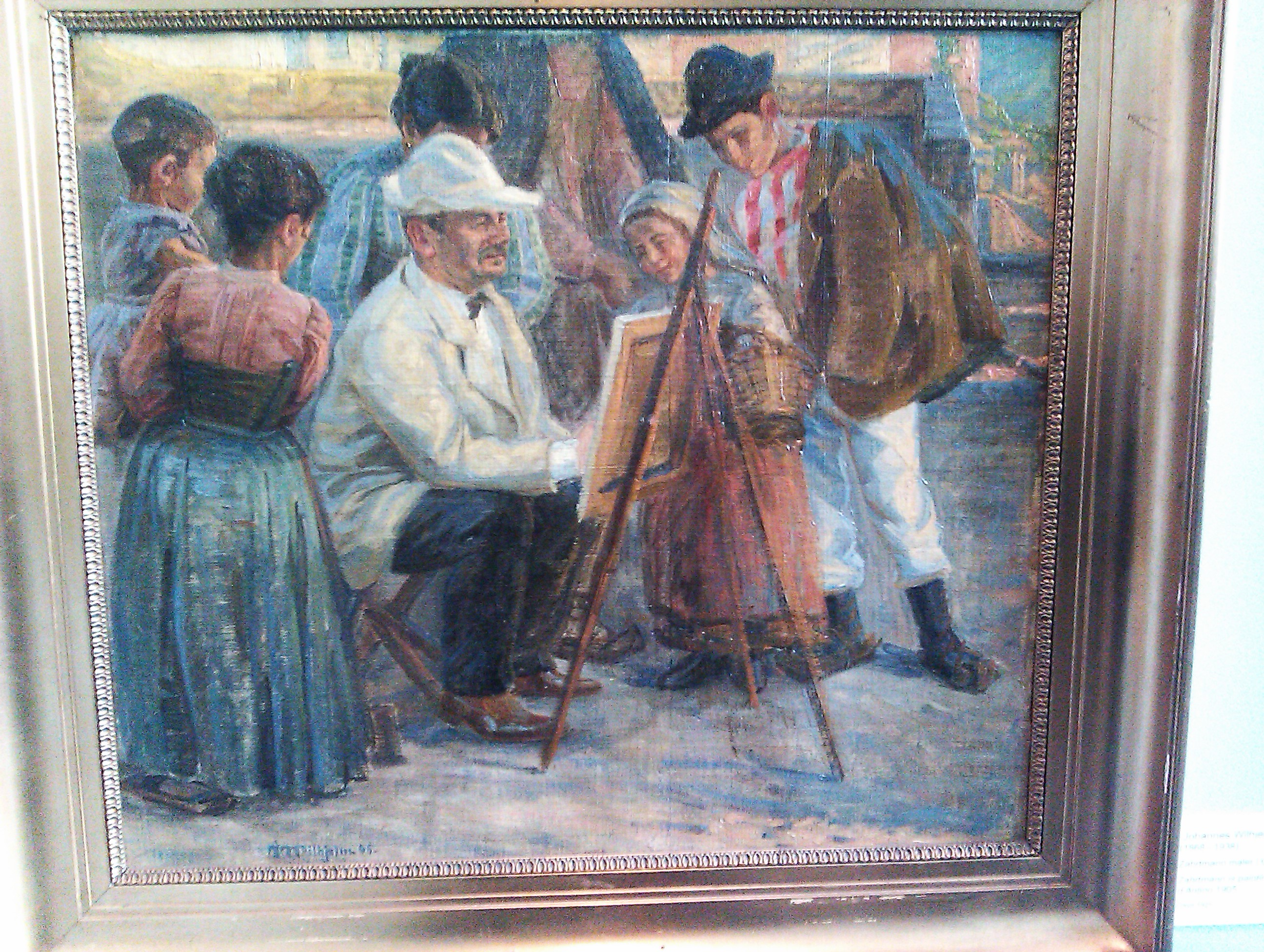
Johannes Wilhjelm: Johannes Vilhjem Kristian Zahrtmann maler i Civita d'Antino (1905)
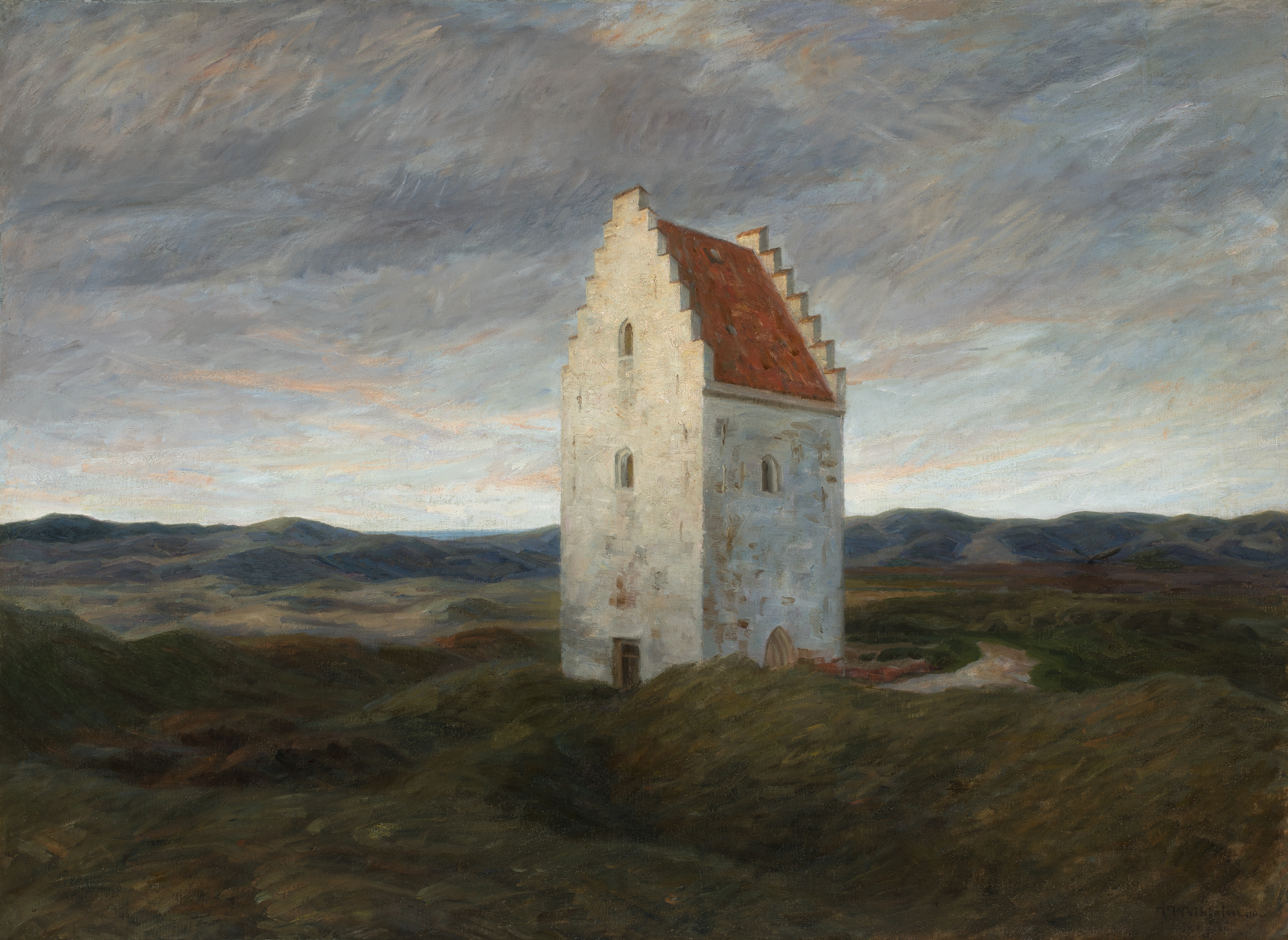
Johannes Wilhjelm: Skagen's alte Kirche